# Jardín botánico bíblico Rodef Shalom
El Jardín Botánico Bíblico Rodef Shalom (en inglés: Rodef Shalom Biblical Botanical Garden), jardín botánico de 0.3 acres (1,200 m²) de extensión, administrado por la sinagoga "Rodef Shalom" situada en el barrio de Shadyside en Pittsburgh, Pensilvania, Estados Unidos.

## Localización
Rodef Shalom Biblical Botanical Garden, 4905 5th Avenue Shadyside, Pittsburgh, Allegheny County, Pennsylvania United States of America-Estados Unidos de América.
Planos y vistas satelitales40°26′51.4″N 79°56′36.2″O / 40.447611, -79.943389
La entrada es gratuita.

## Historia
Este jardín botánico fue creado en 1987 como un "Jardín bíblico". en terrenos adyacentes a la "Sinagoga Rodef Shalom Temple", que es una de las sinagogas más antiguas del oeste de Pennsylvania que data de 1840.

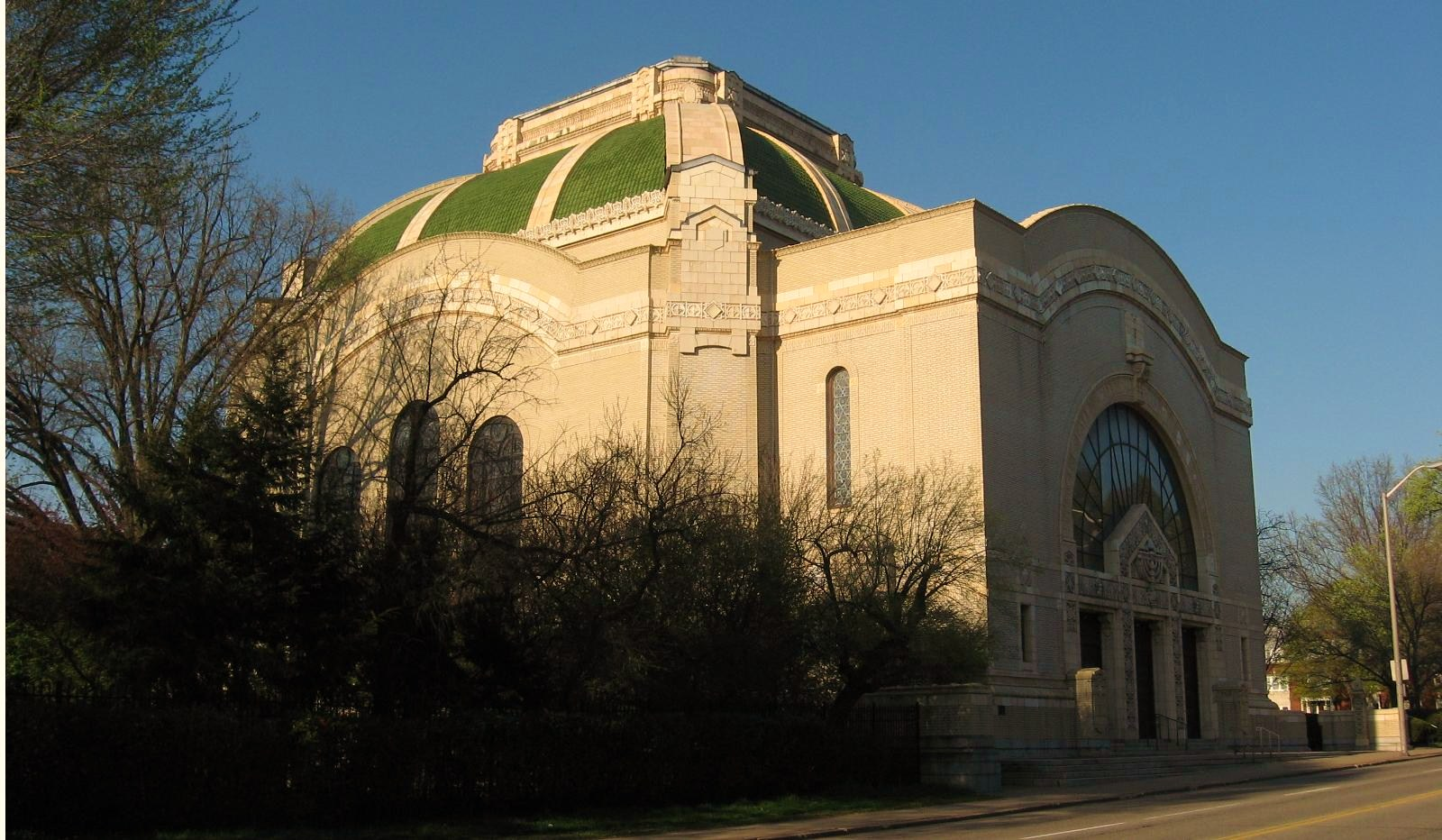
El templo hebráico Rodef Shalom.

## Colecciones
Con una reproducción del Israel antiguo en el jardín botánico bíblico con más de 100 especies de plantas de clima templado y tropicales, que en un tiempo crecían en el antiguo Israel, incluyendo cedros, palmera datilera, higueras, olivos, y granados. 
Que se exhiben en:
- Cascada
- Desierto,
- Una representación del río Jordán que serpentea a través del jardín desde el lago Kineret al mar Muerto.[2]

Como dos tercios de las plantas son de la cuenca del mediterráneo o tropicales, deben ser puestas a cubierto antes de las primeras heladas y no ser expuestas en el jardín otra vez hasta que las temperaturas se hayan recuperado. Por esta razón la estación de exhibición se limita a los tres meses de verano. Y durante los largos meses de invierno están a resguardo.
Se etiquetan todas las plantas, y un verso bíblico acompaña cada planta.